# Thomas Gräßle
Thomas Gräßle (* 1976 in Freiburg im Breisgau) ist ein deutscher Schauspieler.

## Leben
Thomas Gräßle wuchs in Esslingen am Neckar auf. Sein Schauspielstudium absolvierte er von 1998 bis 2002 an der Hochschule für Musik und Theater „Felix Mendelssohn Bartholdy“ in Leipzig.
Theaterengagements hatte er zunächst am Pfalztheater Kaiserslautern, an der Württembergischen Landesbühne Esslingen (2005–2007) und am Theater Lübeck (2007–2009), wo er zahlreiche Rollen des klassischen und modernen Theaterrepertoires spielte. An der WLB Esslingen trat er als Wallenstein und Wilhelm Tell auf, am Theater Lübeck verkörperte er die männliche Titelrolle in Kasimir und Karoline und den Don Carlos.
Von 2009 bis 2019 war er festes Ensemblemitglied des Residenztheaters München. Am Bayerischen Staatsschauspiel arbeitete er u. a. mit den Regisseuren Martin Kušej, Andreas Kriegenburg, Mateja Koležnik, Oliver Haffner, Marius von Mayenburg, Enrico Lübbe, Niklaus Helbling, Tina Lanik, Anne Lenk und Kristo Šagor zusammen. Zu seinen Rollen gehörten dort August Keil in Rose Bernd, Paul Kreindl in Das weite Land, Erich Spitta in Die Ratten, Aslaksen in Ein Volksfeind und Graf Lerma in Don Karlos.
2010 wurde er mit dem Kurt-Meisel-Preis der Freunde des Residenztheaters ausgezeichnet. Seit 2012 unterrichtet er außerdem als Schauspieldozent an der Bayerischen Theaterakademie in München.
Seit Sommer 2019 ist er als freischaffender Schauspieler tätig. In der Spielzeit 2019/20 gastierte er an der Bayerischen Staatsoper in der Oper The Snow Queen von Hans Abrahamsen.
Daneben stand er für Film- und Fernsehproduktionen vor der Kamera. Für das Kino drehte er u. a. mit Nikolai Müllerschön, Doris Dörrie, Christian Bach, Oliver Hirschbiegel, Tim Trachte, Eva Trobisch und Alireza Golafshan.
Er hatte außerdem Episodenrollen in den TV-Serien Um Himmels Willen, Die Chefin und SOKO München und wirkte in verschiedenen Fernsehfilmen mit. In der 44. Staffel der ZDF-Serie Der Alte (2020) übernahm Gräßle eine der Episodenrollen als tatverdächtiger Investor am Starnberger See.
Thomas Gräßle arbeitet regelmäßig als Sprecher für den Hörfunk, u. a. beim Bayerischen Rundfunk und für den Radio-Tatort. Er lebt in München.

## Filmografie (Auswahl)
- 2011: Der Alte: Schleichendes Gift (Fernsehserie, eine Folge)
- 2013: Um Himmels Willen: Liebe – Was ist das? (Fernsehserie, eine Folge)
- 2013: Harms (Kinofilm)
- 2014: Alles inklusive (Kinofilm)
- 2014: Hirngespinster (Kinofilm)
- 2014: Agnieszka (Kinofilm)
- 2015: Elser – Er hätte die Welt verändert (Kinofilm)
- 2015: Die Chefin: Treibjagd (Fernsehserie, eine Folge)
- 2015: Abschussfahrt (Kinofilm)
- 2015: Weihnachts-Männer (Fernsehfilm)
- 2016: SOKO München: Jackpot (Fernsehserie, eine Folge)
- 2018: Rufmord (Fernsehfilm)
- 2018: Alles ist gut (Kinofilm)
- 2019: SOKO München: Wer andern einer Grube gräbt (Fernsehserie, eine Folge)
- 2019: Die Goldfische (Kinofilm)
- 2020: Der Alte: Kalte Wasser (Fernsehserie, eine Folge)
- 2020: Hubert ohne Staller: Eine Leiche zum Kaffee (Fernsehserie, eine Folge)
- 2021: Frühling: Große kleine Lügen (Fernsehreihe)
- 2021: Geliefert
- 2021: Marie fängt Feuer: Helden des Alltags (Fernsehreihe)
- 2021: Die Chefin: Spender 5634 (Fernsehserie, eine Folge)
- 2022: SOKO Stuttgart: Wohnungslos (Fernsehserie, eine Folge)
- 2022: Die Rosenheim-Cops: Tod eines Heimkehrers (Fernsehserie, eine Folge)
- 2023: Tatort: Die Nacht der Kommissare (Fernsehreihe)

## Hörspiele (Auswahl)
- 2019: Angela Obst: Robin Hood (2 Teile) (Guy of Gisbourne) – Regie: Kilian Leypold (Hörspielbearbeitung, Kinderhörspiel – BR/Residenztheater (München))
- 2019: Franz Dobler: Radio-Tatort: Mörder und Gespenster (Polizist) – Regie: Ulrich Lampen (Original-Hörspiel, Kriminalhörspiel – BR)